# 吉迪安
13°12′6″N 9°27′19″W / 13.20167°N 9.45528°W
吉迪安（法語：Djidian），是馬里的城鎮，位於該國西南部，由卡伊區的基塔省負責管轄，面積400平方公里，海拔高度365米，2009年人口18,702，人口密度每平方公里47人。